# Barragem de Rebordelo
A Barragem de Rebordelo, ou Barragem do Rabaçal, construída sobre o leito do rio Rabaçal, liga, na margem direita, a freguesia de Bouçoães, do Município de Valpaços, no Distrito de Vila Real, à, na margem esquerda, freguesia de Rebordelo (que lhe dá o nome), do Município de Vinhais, no Distrito de Bragança, em Portugal. A barragem foi projectada em 1999 e entrou em funcionamento em 2004.

## Barragem
É uma barragem de arco e gravidade em betão. Possui uma altura de 35,5 m acima da fundação e um comprimento de coroamento de 127 m. O volume de betão é de 19.000 m³. Possui uma capacidade de descarga máxima de 1.480 m³/s.

## Albufeira
A albufeira da barragem apresenta uma superfície inundável ao NPA (Nível Pleno de Armazenamento) de 46 hectares e tem uma capacidade total de 3,13 hm³. As cotas de água na albufeira são: NPA de 380 metros, NMC (Nível Máximo de Cheia) de 386 metros e NME (Nível Mínimo de Exploração) de 378,5 metros.

## Central hidroeléctrica
A central hidroeléctrica é constituída por um grupo Kaplan com uma potência instalada de 8,75 MW. A energia produzida em média por ano é de 24 GWh.